# Stinksyskefjädermott
Stinksyskefjädermott (Amblyptilia acanthadactyla) är en fjärilsart som beskrevs av Jacob Hübner 1813. Stinksyskefjädermott ingår i släktet Amblyptilia och familjen fjädermott. Arten är reproducerande i Sverige. Inga underarter finns listade i Catalogue of Life.

## Kännetecken
Vingbredd 17-23 mm. Framvingarna smala, rödaktigt bruna med mörkare teckning och sparsam vitpudring. I framkanten med en mörkbrun, triangelformad fläck. Över båda flikarna en ljus tvärlinje. Bakvingeflikens fjälltand i flikens mitt.

## Liknande arter
Arten skiljer sig från stormhattsfjädermott, Amblyptilia punctiactyla,  genom bakvingeflikens fjälltand som finns i vingens mitt samt de smalare framvingarna.

## Flygtid
Två generationer april till oktober. 

## Förekomst
Fjärilen flyger sällsynt på de flesta miljöer. 

## Biologi
Larven är rödaktigt gulgrön med vita längslinjer och brunt huvud. Den lever på blommor och blad av talrika örter, förpuppning i ett löst spinn på näringsväxten. 

## Värdväxter
Ljungar (Calluna), Spåtistlar (Carlina), Ogräsmållor (Chenopodium),  Klockljungar (Erica), Ögontröster (Euphrasia), Myntor (Mentha), Puktörnen (Ononis), Salvior (Salvia) och Syskor (Stachys).

## Utbredning
Påträffad sällsynt från Skåne till Gästrikland. I övriga Norden finns den i Danmark, södra Norge och Finland.

## Bildgalleri

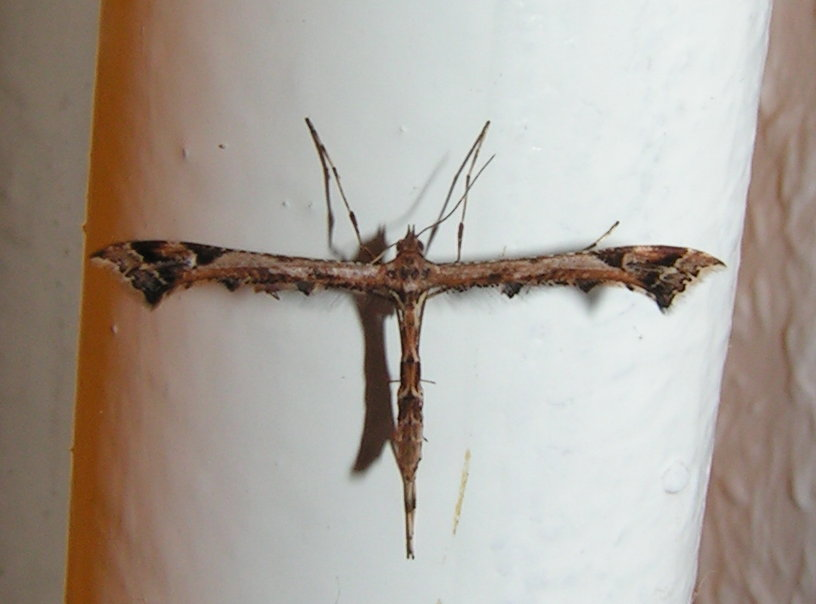